# The Order: 1886
The Order: 1886 (рус. «Орден: 1886») — компьютерная игра в жанре action-adventure, разработанная Ready at Dawn исключительно для консоли PlayStation 4. Изначально выход игры был запланирован на осень 2014 года, но позднее перенесён на 20 февраля 2015 года.

## Сюжет
В написании сюжета The Order: 1886 принимал участие сценарист Кирк Эллис, наиболее известный по написанию сценария телесериала по книге «Джон Адамс» Дэвида Маккалоу. Сюжет игры является «необычным смешением истории, фэнтези, мифологии и научной фантастики». Согласно игре, столетия назад среди людей начали рождаться «полукровки» (англ. half-breed), мутанты со звериными чертами. Между полукровками и обычными людьми идет бесконечная война; на страже человечества стоит вынесенный в заглавие игры Орден рыцарей Круглого стола, основанный легендарным королем Артуром. Орден использует особого рода субстанцию под названием «Чёрная вода» (англ. Black Water), которая позволяет рыцарям жить столетиями, не старея, и быстро залечивать полученные раны. Помимо того, в сюжете есть тема социально-политического неравенства, присутствуют несколько искажённые элементы и фигуры из реальной истории. Так, одними из главных персонажей являются маркиз Лафайет, влиятельная фигура Американской и Французской революций, и Никола Тесла.

## Разработка
Компания Ready at Dawn создала альтернативную версию Лондона 1880-х годов, совместив некоторые исторические реалии разных времён. Натан Фейл-Лифф, арт-директор The Order: 1886, поделился рассказами о создании мира игры. Основа игры — эпоха Рыцарей круглого стола, защитников Англии — воссоздана узнаваемо, но содержит и определённые своеобразные архитектурные и технологические особенности. Во взятом разработчиками времени Лондон был «плоским» городом, лишённым высотных зданий. На первый взгляд, таков и игровой Лондон, но в нём легко обнаружить, например, башни и повышенное количество воздушных кораблей. Для создания «альтернативного» Лондона разработчики ездили в Англию. С архитектурной точки зрения игровой город представляет собой мешанину разных эпох, поэтому, по словам Лиффа, похож на реальный, достоверный город. Хотя в игре Лондон и не воспроизведён в масштабе один к одному, разработчики постарались по возможности соблюсти географическую достоверность места действия.
Одежда героев создана с помощью профессиональных костюмеров. Помимо детально проработанных одежд Викторианской эпохи, в игре есть рыцарское снаряжение типа металлических поножей и перчаток. Оружейный арсенал, одежда и архитектура являются гибридом идей. Наряду с аутентичным оружием присутствуют, к примеру, стреляющие электрическими разрядами ружья.
Несмотря на присутствие в игре фантастических технологий и викторианского Лондона как типичной декорации произведений в жанре стимпанк, разработчики предпочитают не использовать этот термин, называя стиль игры «нео-викторианским» и утверждая, что даже фантастическое оружие должно выглядеть правдоподобно, как нечто, что могло бы действительно быть созданным с помощью технологий того времени.

## Озвучивание
| Актёр           | Роль                                                                            |
| --------------- | ------------------------------------------------------------------------------- |
| Стив Уэст       | Грейсон / сэр Галахад (Grayson / Sir Galahad)                                   |
| Элис Култхард   | Изабо Даргайл / леди Игрэйна (Isabeau D'Argyll / Lady Igraine)                  |
| Грэм Мактавиш   | Себастьян Мэллори / сэр Парцифаль (Sebastian Mallory / Sir Percival)            |
| Фредерик Хамель | маркиз Лафайет / сэр Парцифаль (Marquis de Lafayette / Sir Perceval)            |
| Пол Грегори     | барон Август Даргайл / Лорд-канцлер (Baron Augustus D'Argyll / Lord Chancellor) |
| Мэттью Уотерсон | Аластер Даргайл / сэр Лукан (Alastair D'Argyll / Sir Lucan)                     |
| Юрий Ловенталь  | Никола Тесла (Nikola Tesla)                                                     |
| Дэвид Шонесси   | лорд Хастингс (Lord Hastings)                                                   |
| Темина Санни    | Лакшми (Lakshmi)                                                                |
| Ниши Мунши      | Деви Найяр (Devi Nayar)                                                         |
| Лайам О’Брайен  | Финли (Finley)                                                                  |
| Майкл Халсли    | лорд Дарвин (Lord Darwin)                                                       |

## Отзывы
| Сводный рейтинг       | Сводный рейтинг |
| Агрегатор             | Оценка          |
| --------------------- | --------------- |
| GameRankings          | 62,61 %         |
| Metacritic            | 63/100          |
| Иноязычные издания    |                 |
| Издание               | Оценка          |
| Destructoid           | 6/10            |
| EGM                   | 4,5/10          |
| Game Informer         | 7,75/10         |
| GameSpot              | 5/10            |
| GameTrailers          | 8,2/10          |
| IGN                   | 6,5/10          |
| Play (UK)             | 81 %            |
| Polygon               | 5,5/10          |
| VideoGamer            | 6/10            |
| Русскоязычные издания |                 |
| Издание               | Оценка          |
| Absolute Games        | 75 %            |
| «IGN Россия»          | 6/10            |
| PlayGround.ru         | 6/10            |
| Riot Pixels           | 50 %            |
| «Игромания»           | 7/10            |
| «Игры Mail.ru»        | 7/10            |
| «Канобу»              | 8/10            |